# Альварес де Толедо, Гарсия
Гарсия Альварес де Толедо (ум. 1370) — великий магистр Ордена Сантьяго (1359—1366), 1-й сеньор де Оропеса и 1-й сеньор де Вальдекорнеха (1366—1370).

## Происхождение
Сын Гарсии Альвареса де Толедо, мэра города Толедо, и Менсии Теллез де Менесес и Гомес. Его братья — Гуттиере Альварес де Толедо, епископ Паленсии, кардинал и канцлер королевы Хуаны Мануэли, и Фернандо Альварес де Толедо и Менесес, маршал Кастилии.

## Биография
Гарсия Альварес де Толедо служил королю Кастилии Педро I Жестокого, который назначил его дворецким своего сына Альфонсо (1359—1362). В 1359 году после убийства Фадрике Альфонсо де Кастилья (1333—1358) Гарсия Альварес де Толедо был назначен 26-м великим магистром Ордена Сантьяго.
В 1366 году Гарсия Альварес де Толедо участвовал в войне между кастильским королём Педро I Жестким и его сводным братом Энрике, графом Трастамара. Педро Жестокий бежал в Севилью, поручив Гарсии оборонять Толедо, столицу Кастилии. Большая часть дворянства в Толедо была лояльна Энрике Трастамара. Гарсия Альварес де Толедо вынужден был сдать столицу Энрике Трастамара. Он отказался от чина великого магистра Ордена Сантьяго в пользу Гонсало Мехия Веруэса, который уж носил эту должность при дворе Энрике II. Взамен Гарсия Альварес де Толедо получил во владение от нового короля Кастилии сеньории Оропеса и Вальдекорнеха.
В 1367 году в битве при Нахере Гарсия Альварес де Толедо сражался на стороне Энрике II и был взят в плен. В 1369 году после смерти короля Педро Жестокого он восстановил своё положение, став сеньором Оропеса и Вальдекорнеха.
В 1370 году Гарсия Альварес де Толедо скончался во время осады города Сьюдад-Родриго, которую он оборонял от армии португальского короля Фернанду I во время Первой войны за кастильское наследство (1369—1371). Он был похоронен в Сан-Педро-Толедо Мартирде.
Его владения в Оропесе унаследовал его сын Фернандо Альварес де Толедо и Лоайса, а владения и титул в сеньора Вальдекорнеха перешел к младшему брату Фернандо Альваресу де Толедо и Менесес, который стал родоначальником дома графов, затем герцогов Альба.

## Семья и дети
Он был женат на Эстефании Перес де Монрой, от брака с которой у него не было потомства.
Кроме того, он имел трёх детей вне брака, которые были узаконены в 1369 году. От Марии де Лоайсы, дочери Хуана Гарсии Лоайса, сеньора де Претел, был сын:
- Фернандо Альварес де Толедо и Лоайса, 2-й сеньор Оропеса, муж Эльвиры де Айала

От Марии Альварес он имел двух детей: сына Педро и дочь Менсию Альварес де Толедо.